# Église Saint-Martial de Jabreilles-les-Bordes
Pour les articles homonymes, voir église Saint-Martial.
L'église Saint-Martial est une église catholique située à Jabreilles-les-Bordes, en France.

## Localisation
L'église est située dans le département français de la Haute-Vienne, sur la commune de Jabreilles-les-Bordes.

## Description
L'église est construite au XIIIe siècle à l'emplacement d'une église romane. Elle est modifiée au XVe siècle et son porche en 1717. Le clocher date du XIXe siècle. Il est couvert en bardeaux de châtaignier. On y accède par un escalier en bois extérieur situé sous le porche
L'édifice est classé au titre des monuments historiques en 2000.
En 1979 a été scellée à l'abri du porche une stèle sculptée en granit, attribuée à l'époque gauloise, et figurant la déesse Epona. Cette stèle dite "de Saint-Martin" a été classée au mobilier national en 1977
Le maître-autel s'orne d'un retable du XVIIe siècle à trois travées, inscrit au mobilier national en 1976 et entièrement rénové en 2002.
En 2004, les cinq ouvertures, dépourvues de vitraux, ont été habillées de lithophanies de porcelaine, œuvre de Philippe Favier.

## Galerie de photos

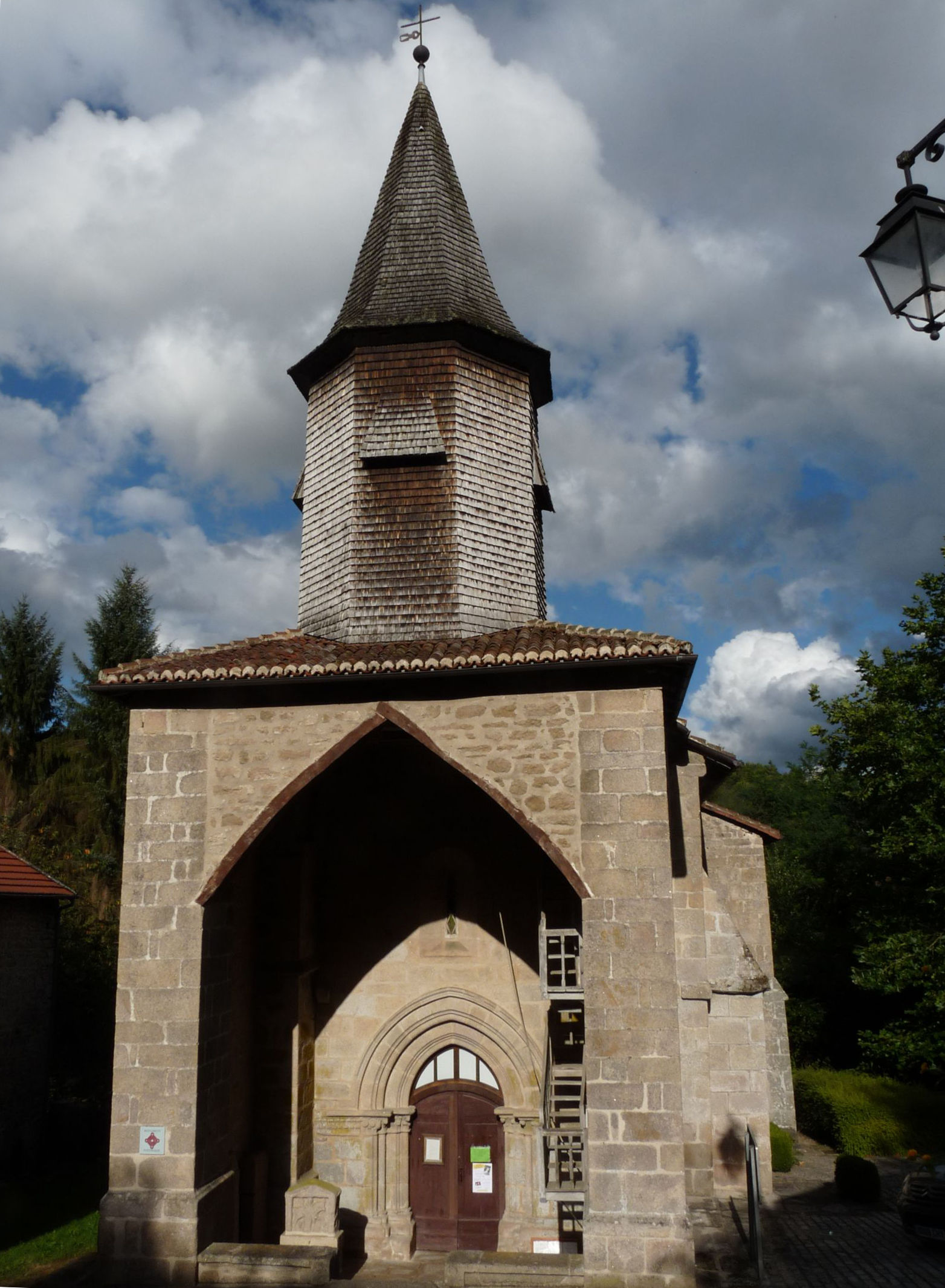
vue générale
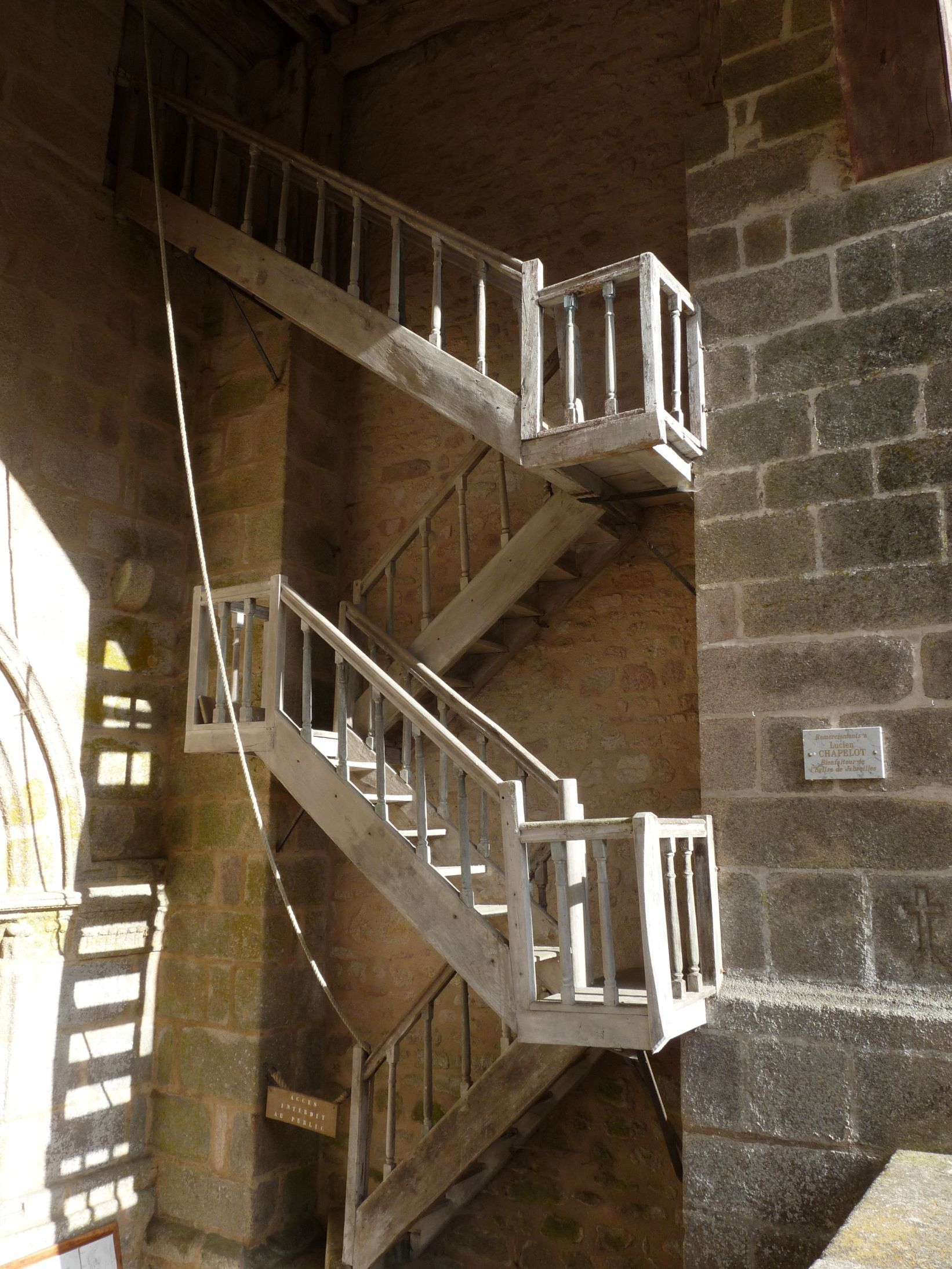
escalier sous le porche
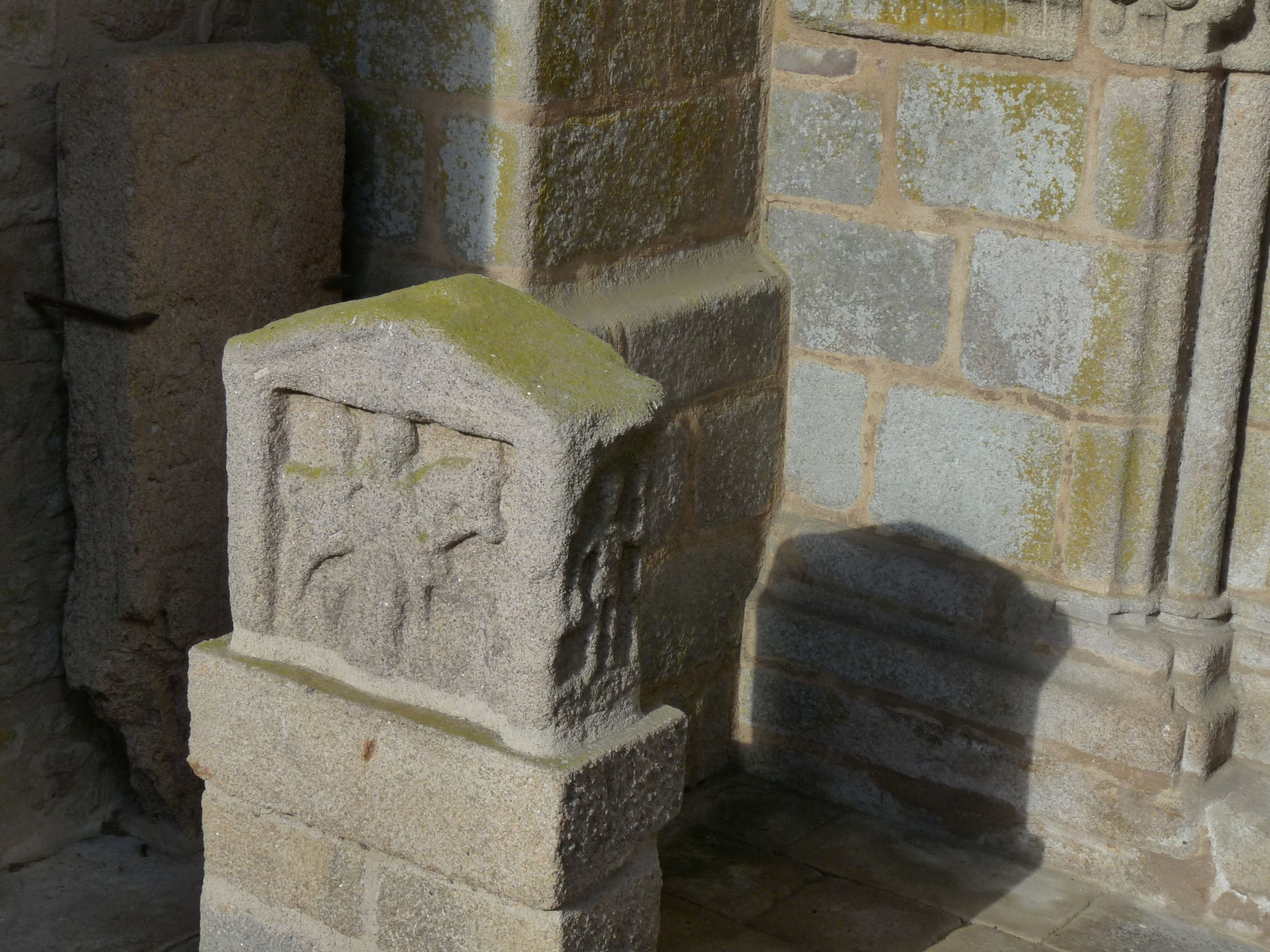
stèle d'Epona
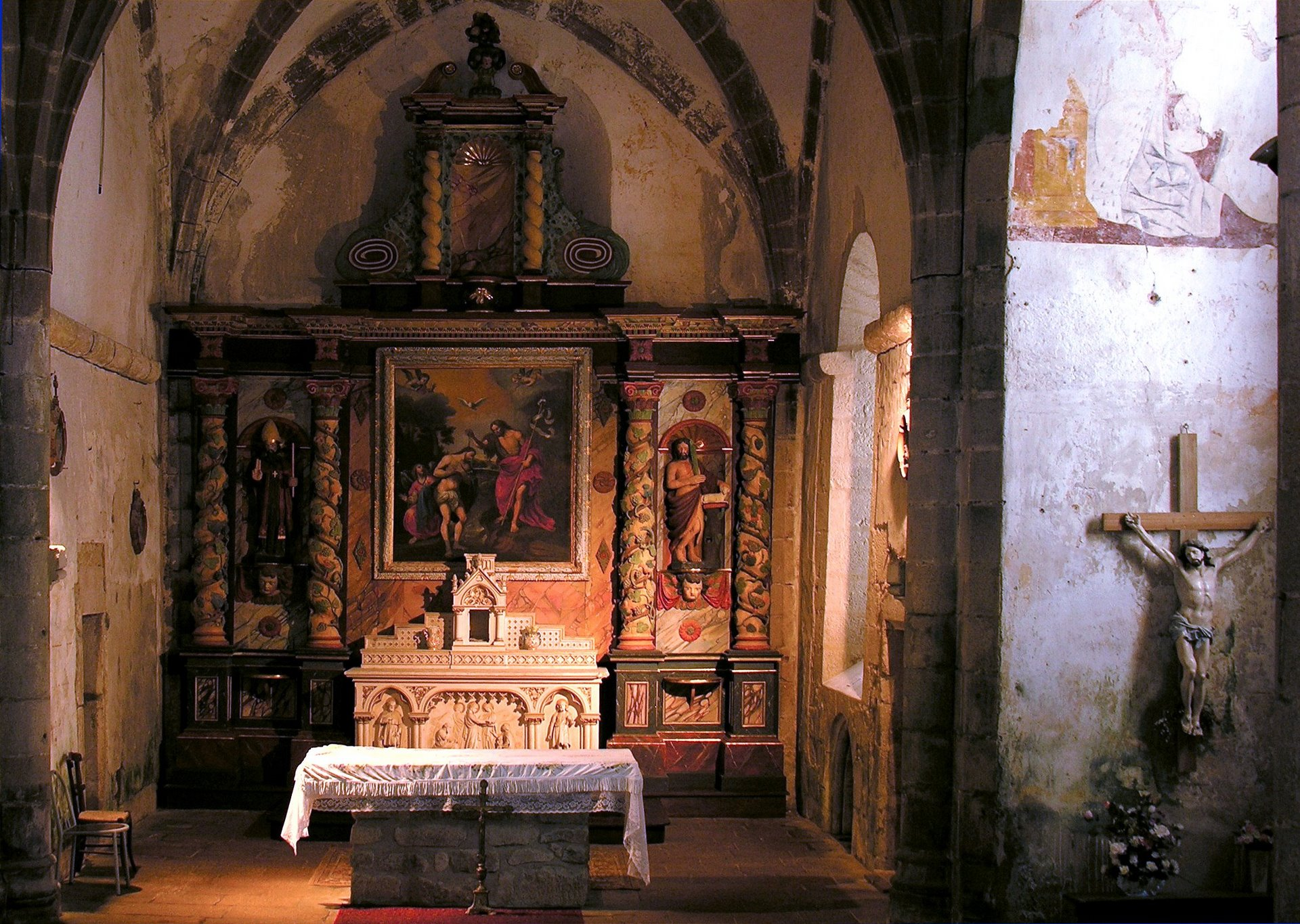
Vue intérieure de l'église.